# Taman (onderdistrict van Pemalang)
Taman is een onderdistrict (kecamatan) in het regentschap Pemalang in de Indonesische provincie Midden-Java op Java, Indonesië.

## Verdere onderverdeling
Het onderdistrict Taman is anno 2010 verdeeld in 21 kelurahan, plaatsen en dorpen:
| Plaats code | Naam kelurahan, plaatsen en dorpen | Inwoners in 2010 |
| ----------- | ---------------------------------- | ---------------- |
| 001         | Penggarit                          | 4.251            |
| 002         | Pener                              | 5.258            |
| 003         | Gondang                            | 5.769            |
| 004         | Jrakah                             | 6.754            |
| 005         | Sokawangi                          | 5.345            |
| 006         | Kejambon                           | 2.785            |
| 007         | Jebed Selatan                      | 5.155            |
| 008         | Jebed Utara                        | 6.867            |
| 009         | Cibelok                            | 9.368            |
| 010         | Kaligelang                         | 7.631            |
| 011         | Banjardawa                         | 4.449            |
| 012         | Banjaran                           | 5.343            |
| 013         | Sitemu                             | 3.035            |
| 014         | Pedurungan                         | 10.711           |
| 015         | Taman                              | 12.837           |
| 016         | Wanarejan Selatan                  | 10.137           |
| 017         | Wanarejan Utara                    | 9.704            |
| 018         | Beji                               | 12.104           |
| 019         | Kabunan                            | 10.357           |
| 020         | Asemdoyong                         | 13.818           |
| 021         | Kedungbanjar                       | 5.892            |